# Brookfield Place (Calgary)
Brookfield Place es un complejo de oficinas que ocupa una manzana completa rodeada por las calles 1 y 2 y las avenidas 6 y 7 en Calgary, Alberta, Canadá. La torre de 56 plantas y 247 metros de altura se encuentra situada en la esquina noreste de la manzana y es el edificio más alto de Calgary. La petrolera canadiense Cenovus Energy tiene alquilados 100 000 m² de la torre este en un arrendamiento de largo plazo que firmó en 2013.
Además de la torre este, el proyecto incluye otra torre de oficinas de 100 000 m², un pabellón de cristal transparente de 18 m de altura, restaurantes, tiendas y servicios a nivel de la calle, y un aparcamiento subterráneo con 1100 plazas. El complejo tendrá una plaza pública de 2000 m² con restaurantes, exposiciones de arte público y otras actividades planificadas por el programa de artes y eventos de Brookfield.
El complejo pretende conseguir la certificación LEED Oro y proporcionará acceso directo al sistema de pasadizos elevados +15 y al sistema de tren ligero C-Train en la Séptima Avenida. El complejo tendrá también un aparcamiento de bicicletas accesible a través de rampas separadas del tráfico rodado y estaciones de recarga de coches eléctricos.